# Gus Van Sant

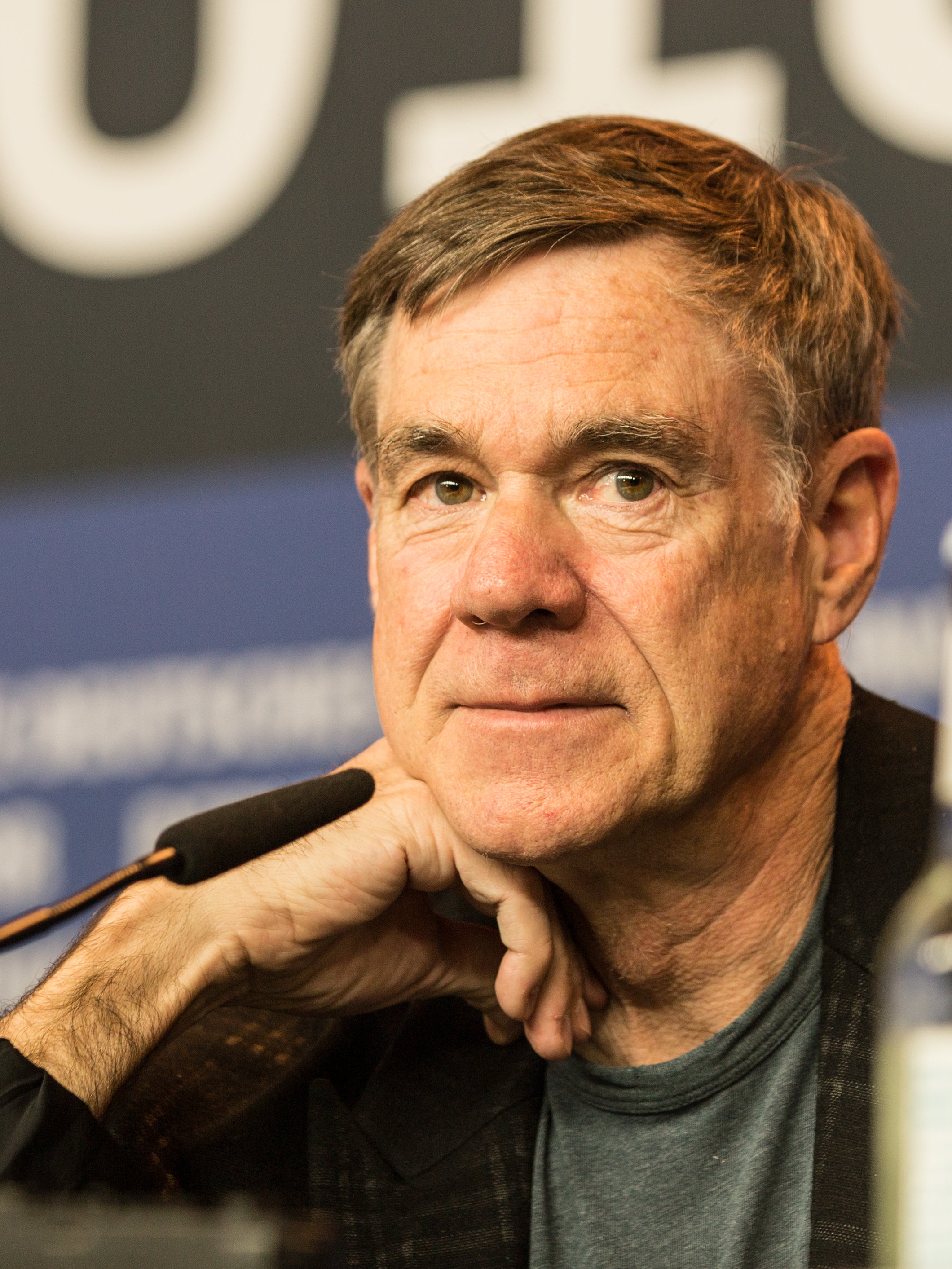
Gus Van Sant (2018)

Gus Green Van Sant, jr. (* 24. Juli 1952 in Louisville, Kentucky) ist ein US-amerikanischer Filmregisseur, Filmproduzent, Fotograf und Musiker. Er gilt als Spezialist für Filme über unangepasste Jugendliche und junge Erwachsene.

## Leben
Gus Green Van Sant schloss ein Studium an der Rhode Island School of Design ab. Seinen ersten Spielfilm drehte er 1985: Mala Noche ist ein Film über die unerwiderte Liebe eines Amerikaners zu einem jungen mexikanischen Einwanderer.
1989 entstand Drugstore Cowboy, ein Roadmovie über kriminelle jugendliche Drogenabhängige (Matt Dillon, Kelly Lynch). In My Private Idaho (1991) geht es um die Freundschaft eines Strichers zum Sohn des Bürgermeisters (Keanu Reeves und River Phoenix). In Even Cowgirls Get the Blues übernehmen zwei junge Mädchen (Uma Thurman, Rain Phoenix) die Macht auf einer Schönheitsfarm und in To Die For (1995) überredet eine junge Fernsehmoderatorin (Nicole Kidman) drei Teenager, ihren Ehemann zu töten.
Seinen kommerziellen Durchbruch erzielte Van Sant 1997 mit Good Will Hunting, in dem ein College-Professor die wissenschaftlichen Talente eines jungen Putzmanns entdeckt (Robin Williams und Matt Damon). Dafür wurde er für einen Oscar als „Bester Regisseur“ nominiert. Es folgte 1998 eine Neuverfilmung des Hitchcock-Klassikers Psycho. In Forrester – Gefunden! (2000) übernimmt ein alternder Schriftsteller die Rolle des Mentors für einen afro-amerikanischen Studenten (Sean Connery und Rob Brown).
Nach diesen Ausflügen in den Hollywood-Mainstream folgte eine Trilogie, die sich, inspiriert von Avantgarde-Regisseuren wie Philippe Garrel und Béla Tarr, mit dem Thema des Todes auseinandersetzt. Gerry folgt zwei jungen Männern (Casey Affleck und Matt Damon) auf eine Reise in die Wüste, aus der nicht beide zurückkehren werden. Elephant (2003) ist ein bedrückender Film mit langen Kameraeinstellungen, der sich mit Vorgeschichte und Ablauf eines Schulmassakers beschäftigt. Van Sant wurde dafür mit der Goldenen Palme beim Filmfestival in Cannes 2003 ausgezeichnet. Den Abschluss der Trilogie bildete 2005 das Rock-and-Roll-Drama Last Days, für das er sich von den letzten Tagen von Kurt Cobain inspirieren ließ.
2007 war Van Sant mit seinem Film Paranoid Park erneut im Wettbewerb der 60. Filmfestspiele von Cannes vertreten und erhielt für den Film dort den Jubiläums-Sonderpreis (Prix Du 60th Anniversaire). 2009, mehr als zehn Jahre nach Good Will Hunting, erhielt er für die Regie an der Politikerbiografie Milk seine zweite Oscar-Nominierung.
Van Sant drehte Literaturcollagen mit William S. Burroughs (Thanksgiving Prayer, 1991) und Allen Ginsberg (Ballad of the Skeletons, 1997), Musikvideos für David Bowie (1993, 2002) und Candlebox (1996). Außerdem stammen die Videos zu Under the Bridge und Desecration Smile sowie die Booklet-Fotografie für das Album Stadium Arcadium der Band Red Hot Chili Peppers von ihm.
Er wurde 1992 mit dem Preis der American Civil Liberties Union (ACLU) im US-Bundesstaat Oregon für Mut und kreative Perspektiven für die Meinungsfreiheit ausgezeichnet.
Van Sant schrieb die Drehbücher für die meisten seiner früheren Filme selbst. Aus seiner Feder stammt auch der Roman Pink. Eine Zusammenstellung seiner Fotografien erschien unter dem Titel 108 Portraits. Er veröffentlichte mehrere Musik-Alben: Gus Van Sant (1985) und 18 Songs About Golf (1997).
Er lebt offen schwul in Portland, Oregon.

## Filmografie
| Erscheinungsjahr | Filmtitel                                                                 | Medium / Form           | Regisseur | Drehbuchautor | Produzent | Exec. Prod. | Darsteller | Anmerkungen / Quellen |
| ---------------- | ------------------------------------------------------------------------- | ----------------------- | --------- | ------------- | --------- | ----------- | ---------- | --- |
| 1967             | Fun with a Bloodroot                                                      | Kurzfilm                | Ja        | Ja            | Ja        | Ja          |            | Länge: 2 Minuten, 20 Sekunden; 8-mm-Farbfilm |
| 1971             | The Happy Organ                                                           | Kurzfilm                | Ja        | Ja            | Ja        | Ja          |            | Länge: 20 Minuten; 16-mm-Schwarzweißfilm |
| 1972             | Little Johnny                                                             | Kurzfilm                | Ja        | Ja            | Ja        | Ja          |            | Länge: 40 Sekunden; 16-mm-Schwarzweißfilm |
| 1973             | 1/2 of a Telephone Conversation                                           | Kurzfilm                | Ja        | Ja            | Ja        | Ja          |            | Länge: 2 Minuten; 16-mm-Schwarzweißfilm |
| 1975             | Late Morning Start                                                        | Kurzfilm                | Ja        | Ja            | Ja        | Ja          |            | Länge: 28 Minuten; 16-mm-Farbfilm |
| 1978             | The Discipline of DE                                                      | Kurzfilm                | Ja        | Ja            | Ja        | Ja          |            | Länge: 9 Minuten; 16-mm-Schwarzweißfilm; Adaption von William S. Burroughs’ gleichnamiger Kurzgeschichte; Erzähler: Ken Shapiro                                          |
| 1981             | Alice in Hollywood                                                        | Kurzfilm                | Ja        | Ja            | Ja        | Ja          |            | Länge: 45 Minuten; 16-mm-Farbfilm |
| 1982             | My Friend                                                                 | Kurzfilm                | Ja        | Ja            | Ja        | Ja          |            | Länge: 3 Minuten; 16-mm-Schwarzweißfilm |
| 1983             | Where’d She Go?                                                           | Kurzfilm                | Ja        | Ja            | Ja        | Ja          |            | Länge: 3 Minuten; 16-mm-Farbfilm |
| 1984             | Nightmare Typhoon                                                         | Kurzfilm                | Ja        | Ja            | Ja        | Ja          |            | Länge: 9 Minuten; 16-mm-Schwarzweißfilm |
| 1984             | My New Friend                                                             | Kurzfilm                | Ja        | Ja            | Ja        | Ja          |            | Länge: 3 Minuten; 16-mm-Farbfilm |
| 1985             | Ken Death Gets Out of Jail                                                | Kurzfilm                | Ja        | Ja            | Ja        | Ja          |            | Länge: 3 Minuten; 16-mm-Schwarzweißfilm |
| 1986             | Five Ways to Kill Yourself                                                | Kurzfilm                | Ja        | Ja            | Ja        | Ja          |            | Länge: 3 Minuten; 16-mm-Schwarzweißfilm |
| 1991             | Thanksgiving Prayer                                                       | Kurzfilm                | Ja        |               | Ja        | Ja          |            | Länge: 2 Minuten; 35-mm-Farbfilm; Drehbuchautor und Hauptdarsteller: William S. Burroughs                                                                                |
| 1996             | Four Boys in a Volvo                                                      | Kurzfilm                | Ja        | Ja            | Ja        | Ja          |            | Länge: 4 Minuten; Farbfilm |
| 2006             | Paris, je t’aime                                                          | Episodenfilm            | Ja        | Ja            | Ja        | Ja          |            | Segment Le Marais |
| 2007             | To Each His Own Cinema                                                    | Episodenfilm            | Ja        | Ja            | Ja        | Ja          |            | Segment First Kiss (Länge: 3 Minuten) |
| 2008             | 8                                                                         | Episodenfilm            | Ja        | Ja            | Ja        | Ja          |            | Segment Mansion on the Hill |
| 1990             | Thanksgiving Prayer von William S. Burroughs                              | Musikvideo              | Ja        |               | Ja        |             |            | |
| 1990             | Fame ’90 von David Bowie                                                  | Musikvideo              | Ja        |               | Ja        |             |            | |
| 1991             | I’m Seventeen von Tommy Conwell & The Young Rumblers                      | Musikvideo              | Ja        |               | Ja        |             |            | |
| 1992             | Under the Bridge von den Red Hot Chili Peppers                            | Musikvideo              | Ja        |               | Ja        |             |            | |
| 1992             | Bang Bang Bang von Tracy Chapman                                          | Musikvideo              | Ja        |               | Ja        |             |            | |
| 1992             | Runaway von Deee-Lite                                                     | Musikvideo              | Ja        |               | Ja        |             |            | |
| 1992             | The Last Song von Elton John                                              | Musikvideo              | Ja        |               | Ja        |             |            | |
| 1993             | San Francisco Days von Chris Isaak                                        | Musikvideo              | Ja        |               | Ja        |             |            | [ 3 ] |
| 1993             | Just Keep Me Moving von k.d. lang                                         | Musikvideo              | Ja        |               | Ja        |             |            | |
| 1993             | Creep (Alternate Version) von Stone Temple Pilots                         | Musikvideo              | Ja        |               | Ja        |             |            | |
| 1995             | Understanding von Candlebox                                               | Musikvideo              | Ja        |               | Ja        |             |            | |
| 1996             | Ballad of the Skeletons von Allen Ginsberg                                | Musikvideo              | Ja        |               | Ja        |             |            | mit Paul McCartney, Philip Glass, Lenny Kaye u. a. |
| 1998             | Weird von Hanson                                                          | Musikvideo              | Ja        |               | Ja        |             |            | |
| 2005             | Who Did You Think I Was (turntable version) von John Mayer Trio           | Musikvideo              | Ja        |               | Ja        |             |            | |
| 2007             | Desecration Smile von Red Hot Chili Peppers                               | Musikvideo              | Ja        |               | Ja        |             |            | |
| 2017             | Ain’t It Funny von Danny Brown                                            | Musikvideo              | Ja        |               | Ja        |             | Ja         | Gastauftritt als er selbst |
| 2001             | Jay und Silent Bob schlagen zurück (Jay and Silent Bob Strike Back)       | Spielfilm               |           |               |           |             | Ja         | Gastauftritt als er selbst |
| 2008             | Entourage                                                                 | Fernsehserie            |           |               |           |             | Ja         | Gastauftritt als er selbst, Folge 5x12 Return to Queens Blvd. |
| 2011             | Portlandia                                                                | Fernsehserie            |           |               |           |             | Ja         | Gastauftritt als er selbst |
| 2011             | Boss                                                                      | Fernsehserie            | Ja        |               |           |             |            | Folge 1x01 Wie lange noch? (Listen) |
| 2015             | The Devil You Know                                                        | Fernsehfilm (Pilotfilm) | Ja        |               |           | Ja          |            | |
| 2017             | When We Rise                                                              | Miniserie               | Ja        |               |           |             |            | Regisseur der ersten beiden Teile (von acht, je 1 Std.); dritte Zusammenarbeit mit dem oscarprämierten Drehbuchautor D. Lance Black nach Milk (2008) und Virginia (2010) |
| 1999             | Speedway Junky                                                            |                         |           |               |           | Ja          |            | |
| 2003             | Tarnation                                                                 | Dokumentarfilm          |           |               |           | Ja          |            | |
| 2006             | Wild Tigers I Have Known                                                  |                         |           |               | Ja        | Ja          |            | |
| 1985             | The Elvis of Letters                                                      |                         |           |               |           |             |            | mit William S. Burroughs |
| 1990             | Millions of Images                                                        |                         |           |               |           |             |            | mit William S. Burroughs |
| 1995             | Kids                                                                      | Spielfilm               |           |               |           | Ja          |            | |
| 2006             | Lightfield’s Home Videos                                                  |                         |           |               |           | Ja          |            | |
| 2010             | Howl – Das Geheul (Howl)                                                  | Spielfilm               |           |               |           | Ja          |            | |
| 2010             | Virginia                                                                  | Spielfilm               |           |               |           | Ja          |            | zweite Zusammenarbeit mit dem oscarprämierten Drehbuchautor D. Lance Black (nach Milk 2008)                                                                              |
| 2012             | Act Up!                                                                   | Spielfilm               |           |               |           | Ja          |            | |
| 2012             | Laurence Anyways                                                          | Spielfilm               |           |               |           | Ja          |            | |
| 2013             | Revolution                                                                | Spielfilm               |           |               |           | Ja          |            | |
| 2015             | I Am Michael                                                              | Spielfilm               |           |               |           | Ja          |            | |
| 1985             | Mala Noche                                                                | Spielfilm               | Ja        | Ja            | Ja        |             |            | Rotten Tomatoes: 95 %, Fresh! |
| 1989             | Drugstore Cowboy                                                          | Spielfilm               | Ja        | Ja            |           | Ja          |            | Rotten Tomatoes: 100 %, Fresh!; Einnahmen: $4,729,352 |
| 1991             | My Private Idaho (My Own Private Idaho)                                   | Spielfilm               | Ja        | Ja            |           |             |            | Rotten Tomatoes: 82 %, Fresh; Einnahmen: $6.401.336 |
| 1993             | Even Cowgirls Get the Blues                                               | Spielfilm               | Ja        | Ja            | Ja        |             |            | Rotten Tomatoes: 21 %; Einnahmen: $1.708.873 |
| 1995             | To Die For                                                                | Spielfilm               | Ja        |               |           |             |            | Rotten Tomatoes: 87 %, Fresh; Einnahmen: $21.284.514 |
| 1997             | Good Will Hunting                                                         | Spielfilm               | Ja        |               |           |             |            | Rotten Tomatoes: 97 %, Fresh!; Einnahmen: $225.933.435 |
| 1998             | Psycho                                                                    | Spielfilm               | Ja        |               | Ja        |             |            | Rotten Tomatoes: 37 %; Einnahmen: $37.141.130 |
| 2000             | Forrester – Gefunden! (Finding Forrester)                                 | Spielfilm               | Ja        |               |           |             |            | Rotten Tomatoes: 74 %; Einnahmen: $80.701.064 |
| 2002             | Gerry                                                                     | Spielfilm               | Ja        | Ja            |           |             |            | Rotten Tomatoes: 61 %; Einnahmen: $236.266 |
| 2003             | Elephant                                                                  | Spielfilm               | Ja        | Ja            |           |             |            | Rotten Tomatoes: 73 %; Einnahmen: $10.020.543 |
| 2005             | Last Days                                                                 | Spielfilm               | Ja        | Ja            | Ja        |             |            | Rotten Tomatoes: 57 %; Einnahmen: $2.456.454 |
| 2006             | Le Marais (in Paris, je t’aime)                                           | Spielfilm               | Ja        |               |           |             |            | |
| 2007             | Paranoid Park                                                             | Spielfilm               | Ja        | Ja            |           |             |            | Rotten Tomatoes: 76 %; Einnahmen: $4.545.747 |
| 2007             | Chacun son Cinema (Folge French Kiss)                                     | Spielfilm               | Ja        |               |           |             |            | |
| 2008             | Milk                                                                      | Spielfilm               | Ja        |               |           |             |            | Rotten Tomatoes: 94 %, Fresh!; Einnahmen: $54.586.584 |
| 2011             | Restless                                                                  | Spielfilm               | Ja        |               | Ja        |             |            | Rotten Tomatoes: 35 %; Einnahmen: $163.265 |
| 2012             | Promised Land                                                             | Spielfilm               | Ja        |               |           |             |            | Rotten Tomatoes: 51 %; Einnahmen: $8.138.788 |
| 2013             | The Canyons                                                               | Spielfilm               |           |               |           |             | Ja         | als Dr. Campbell |
| 2015             | The Sea of Trees                                                          | Spielfilm               | Ja        |               |           |             |            | Rotten Tomatoes: 11 %, Rotten; Einnahmen: $825.577 |
| 2017             | When We Rise                                                              | Fernsehserie            | Ja        |               |           | Ja          |            | |
| 2018             | Don’t Worry, weglaufen geht nicht (Don’t Worry, He Won’t Get Far on Foot) | Spielfilm               | Ja        | Ja            |           |             |            | Rotten Tomatoes: 80 %, Fresh |